# Spinosophronica fusca
Spinosophronica fusca är en skalbaggsart som beskrevs av Stefan von Breuning 1948. Spinosophronica fusca ingår i släktet Spinosophronica och familjen långhorningar. Inga underarter finns listade i Catalogue of Life.